# فرودگاه ادمنتن سیتی اسنتر
فرودگاه ادمنتن سیتی اسنتر (به انگلیسی: Edmonton City Centre (Blatchford Field) Airport) (به زبان بومی: Edmonton City Centre Airport) یک فرودگاه همگانی باربری با کد یاتا YXD است . این فرودگاه در شهر ادمونتون کشور کانادا قرار دارد و در ارتفاع ۶۷۱ متری از سطح دریا واقع شده است.